# Franz-Beckenbauer-Stiftung
Die Franz-Beckenbauer-Stiftung ist eine Stiftung mit Sitz in München.

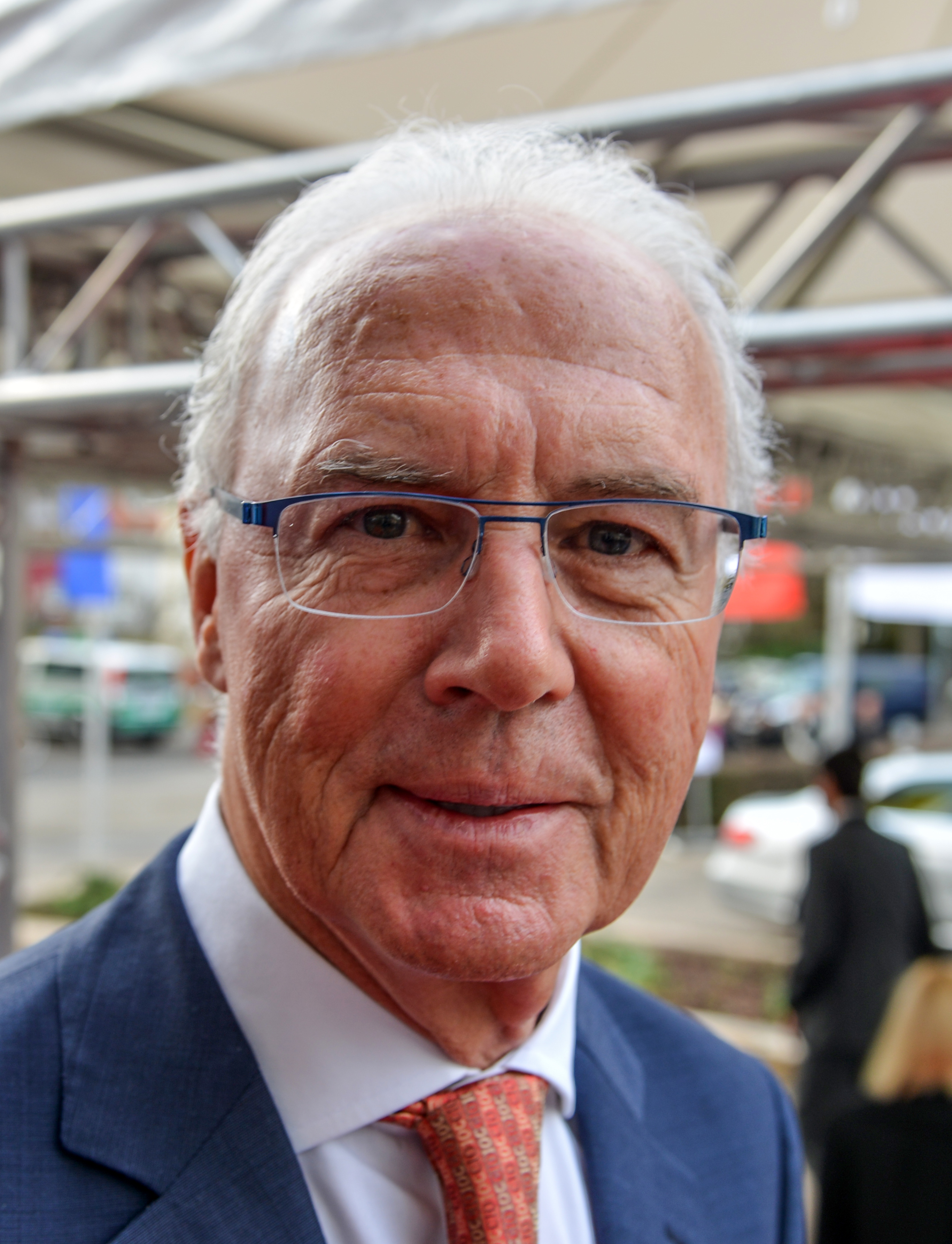
Franz Beckenbauer, 2014

Die gemeinnützige Organisation hat sich zur Aufgabe gemacht, ideelle und finanzielle Hilfe für Menschen mit Behinderung und Personen, die krank oder unverschuldet in Not geraten sind, zu leisten. Die Stiftung wurde nach dem Fußballsportler und Fußballfunktionär Franz Beckenbauer benannt. Dieser hatte die Stiftung nach seinem Abschied aus dem aktiven Fußballsport am 15. Mai 1982 in Hamburg gegründet und mit einem Stiftungskapital von einer Million DM ausgestattet. 

## Sponsoren
Beckenbauer konnte darüber hinaus namhafte Sponsoren, wie den FC Bayern München, Adidas, Premiere und Volkswagen, an die Stiftung binden.

## Stiftungsvorstand
Als Stiftungsvorstand agieren Heidrun Beckenbauer und seit Franz Beckenbauers Tod auch sein jüngster Sohn Joel Beckenbauer. Bis zu seinem Tod war auch Franz Beckenbauer Vorstandsmitglied. Zum Stiftungsrat gehören Werner Leitner (Vorsitzender), Karl Hopfner (stellv. Vorsitzender), Thomas Beckenbauer, Reinhard Böker, Christian Chaussy, Herbert Henzler, Dietmar Hopp, Herbert Hainer, Karl Singer, und Stefan Keitel.

## Botschafter
Die Stiftung hat namhafte Botschafter, unter anderem Andreas Brehme, Lothar Matthäus und Rudi Völler.

## Veranstaltungen
Jährlich veranstaltet die Stiftung ein Golfturnier, bei dem zahlreiche bekannte Persönlichkeiten teilnehmen. Das Turnier fand 33 mal unter der Schirmherrschaft von Franz Beckerbauer als „KaiserCup“  statt. Im Jahr 2024 übernahm Bastian Schweinsteiger die Schirmherrschaft und führte als „Bastian Schweinsteiger Cup“ die Tradition fort.